# Herbst-Manöver

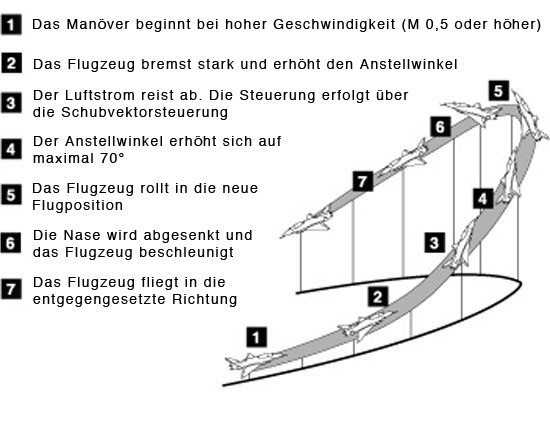
Das Herbst-Manöver in schematischer Darstellung

Das Herbst-Manöver ist ein anspruchsvolles Luftkampfmanöver, das Kampfflugzeugen einen schnellen Richtungswechsel um die Gierachse ermöglicht. Dabei kommt es zu einem Strömungsabriss. Voraussetzung für das Manöver ist unter anderem eine Schubvektorsteuerung.
Das Manöver wurde erstmals am 29. April 1993 mit dem Experimentalflugzeug Rockwell-MBB X-31 geflogen. Verschiedene moderne Kampfflugzeuge mit Schubvektorsteuerung beherrschen das Manöver, darunter die F-22 Raptor. Das Manöver wurde zu Ehren von Wolfgang Herbst benannt, einem deutschen Piloten und Flugzeugkonstrukteur bei Messerschmitt-Bölkow-Blohm, der in der Entwicklungszeit der X-31 bei einem privaten Testflug starb.